# Вовківці (Чортківський район)

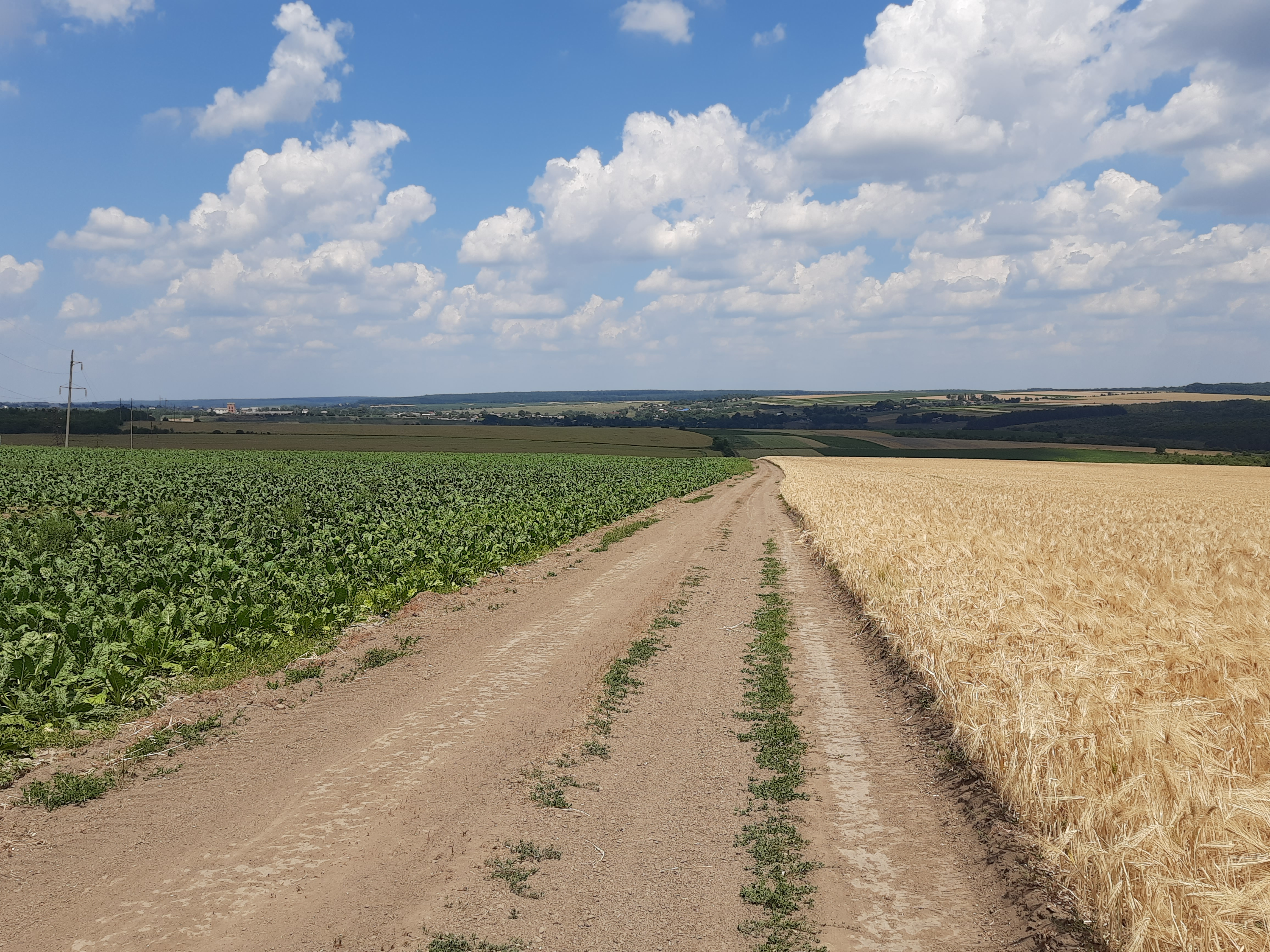
Чортківський р-н, Тернопільська обл.

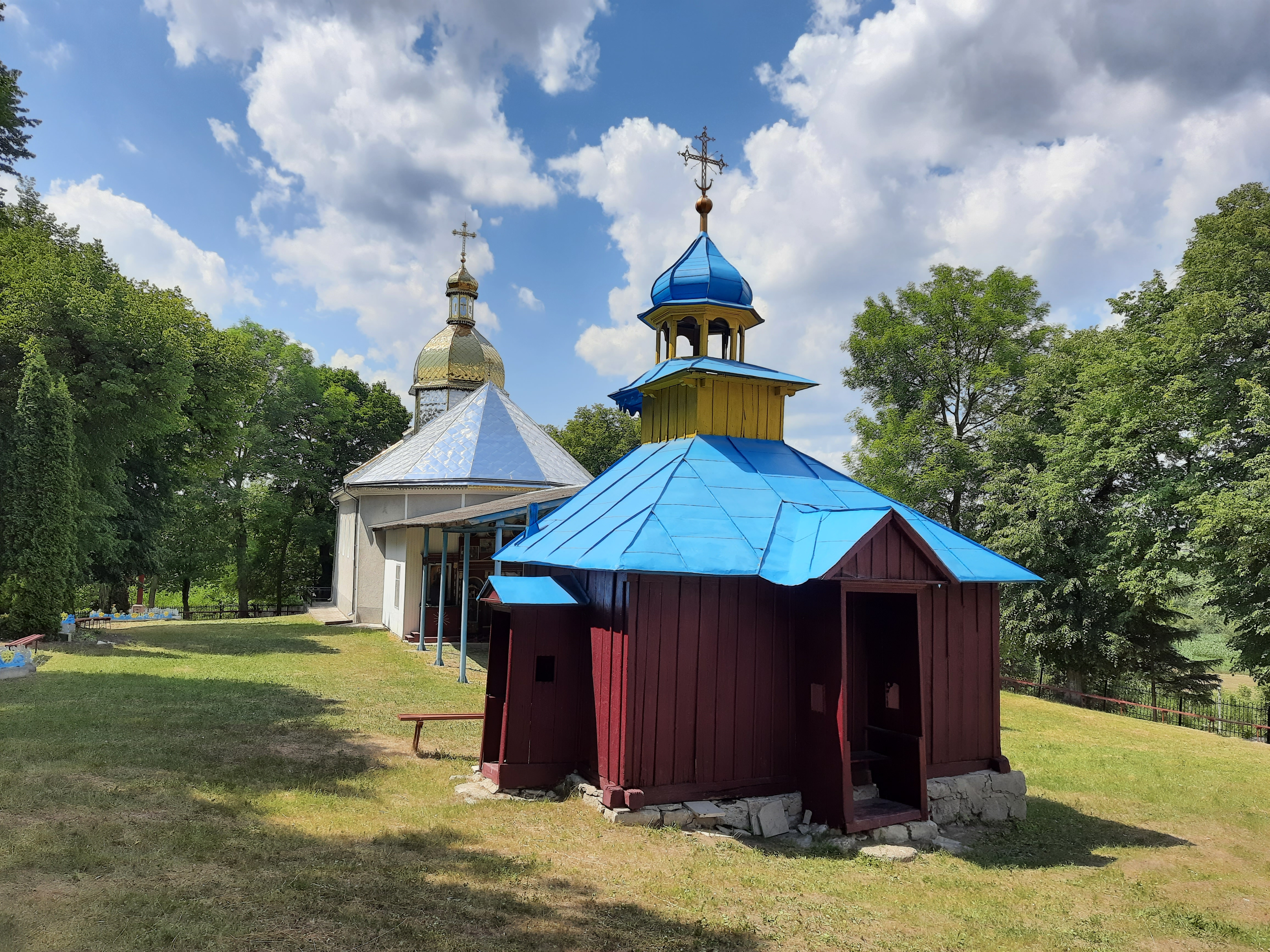
Церква Святого Миколая (1780)

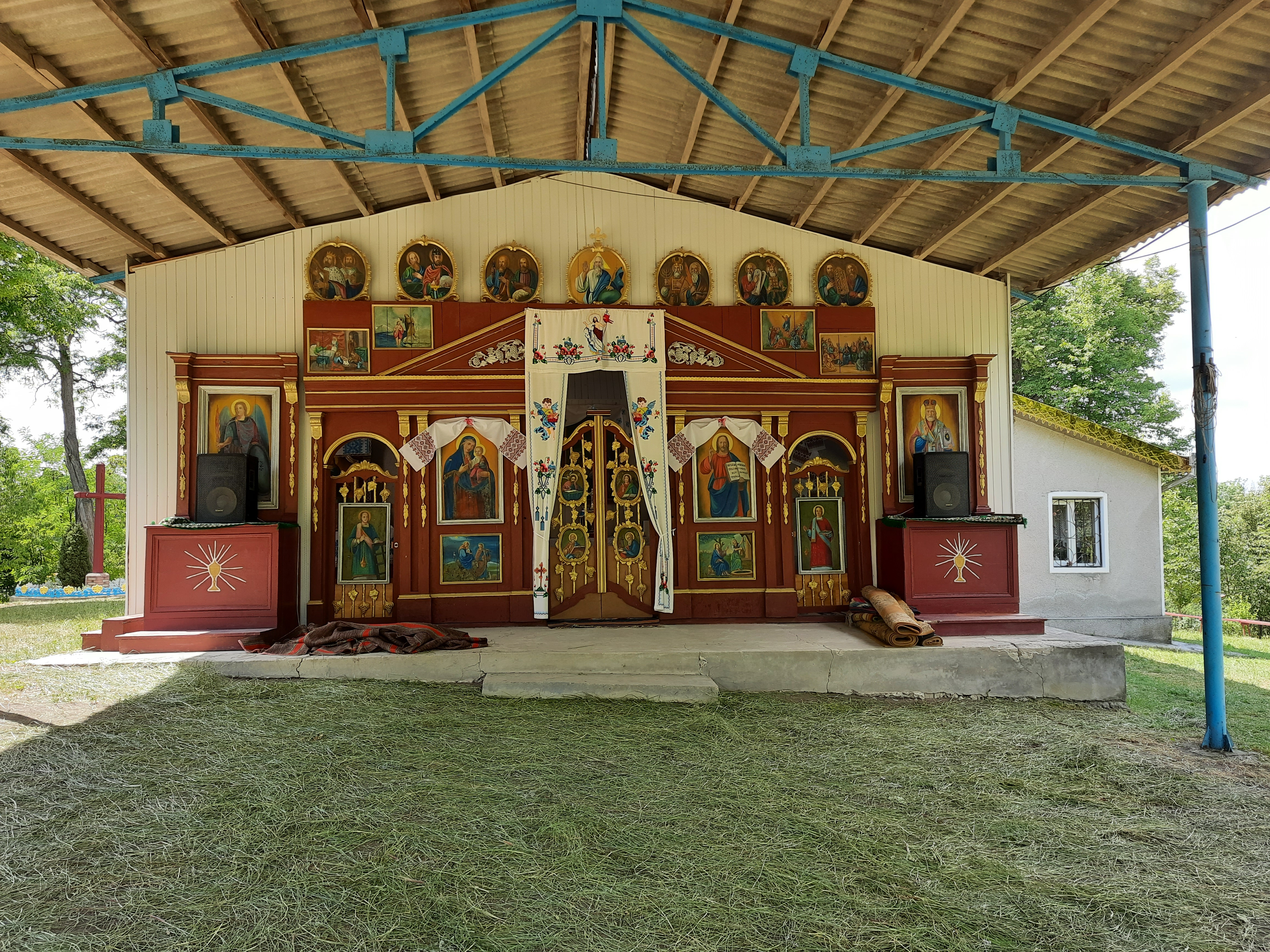
Іконостас польового вівтаря

Во́вківці — село в Україні, у Борщівській міській громаді Чортківського району Тернопільської області. Розташоване в центрі району над річкою Циганка.
Поштове відділення — Вовковецьке. Було центром сільради. Населення — 1316 осіб (2001).

## Географія
Село розташоване на відстані 369 км від Києва, 93 км — від обласного центру міста Тернополя та 4 км від міста Борщів.

### Клімат
Для села характерний помірно континентальний клімат. Вовківці розташовані у «теплому Поділлі» — найтеплішому регіоні Тернопільської області.
| Клімат Вовківців                                     | Клімат Вовківців | Клімат Вовківців | Клімат Вовківців | Клімат Вовківців | Клімат Вовківців | Клімат Вовківців | Клімат Вовківців | Клімат Вовківців | Клімат Вовківців | Клімат Вовківців | Клімат Вовківців | Клімат Вовківців | Клімат Вовківців |
| Показник                                             | Січ.             | Лют.             | Бер.             | Квіт.            | Трав.            | Черв.            | Лип.             | Серп.            | Вер.             | Жовт.            | Лист.            | Груд.            |                  |
| Середній максимум, °C                                | −1               | 0,7              | 5,8              | 14,3             | 20,2             | 23,1             | 24,3             | 23,6             | 19,8             | 13,6             | 6,3              | 1,3              |                  |
| Середня температура, °C                              | −4,4             | −2,8             | 1,7              | 9,0              | 14,6             | 17,7             | 19,1             | 18,2             | 14,5             | 8,9              | 3,1              | −1,6             |                  |
| Середній мінімум, °C                                 | −7,8             | −6,2             | −2,4             | 3,7              | 9,0              | 12,4             | 13,9             | 12,9             | 9,2              | 4,2              | 0,0              | −4,5             |                  |
| Норма опадів, мм                                     | 32               | 31               | 32               | 53               | 73               | 99               | 98               | 64               | 53               | 35               | 35               | 38               |                  |
| ---------------------------------------------------- | ---------------- | ---------------- | ---------------- | ---------------- | ---------------- | ---------------- | ---------------- | ---------------- | ---------------- | ---------------- | ---------------- | ---------------- | ---------------- |
| Джерело: http://en.climate-data.org/location/264812/ |                  |                  |                  |                  |                  |                  |                  |                  |                  |                  |                  |                  |                  |

## Історія
На території Вовківців виявлено поселення черняхівської культури (розкопано 5 поховань) та давньоруського часу.
Перша писемна згадка — 1442 p.
2 жовтня 1656 р. король Ян ІІ Казимир надав вінницькому старості (майбутньому брацлавському воєводі) Анджею Потоцькому села Вовківці (також Дзвиняч, Звенигород, Латківці, Бабинці, Трубчин на Поділлі), належні його батьку Якубу: Гряду, Сєцехів, Волю Брюховецьку в Львівській землі, які пізніше були «доживоттям» дружини).
Діяли читальня «Просвіти», українські товариства «Сільський господар», «Луг», кооператива.
До 19 липня 2020 р. належало до Борщівського району.
З 20 листопада 2020 р. належить до Борщівської міської громади.

## Населення
Згідно з переписом УРСР 1989 року чисельність наявного населення села становила 1316 осіб, з яких 602 чоловіки та 714 жінок.
За переписом населення України 2001 року в селі мешкало 1306 осіб.

### Мова
Розподіл населення за рідною мовою за даними перепису 2001 року:
| Мова       | Кількість | Відсоток |
| ---------- | --------- | -------- |
| українська | 1309      | 99.47%   |
| російська  | 7         | 0.53%    |
| Усього     | 1316      | 100%     |

## Релігія
- церква Різдва Пресвятої Богородиці (1780; відновлено 1901; дерев'яна; УГКЦ). Щорічні відпусти до вовківської чудотворної ікони Пресвятої Богородиці.

## Пам'ятники
Встановлено:
- пам'ятні хрести на честь скасування панщини (відновлено 1990) та жертвам сталінських репресій (1990),
- меморіальну таблицю акторові й режисерові Д. Жолобанюку,
- пам'ятник воїнам-односельцям, полеглим у німецько-радянській війні;
- насипано символічну могилу воякам УПА.

Поблизу села росте ботанічна пам'ятка природи — Бук-Одинак.

## Соціальна сфера
Діють Загальноосвітня школа І-ІІ ступенів, Будинок культури, бібліотека, ФАЛ.

## Відомі люди

### Народилися
- громадський діяч в Угорщині Я. Гук,
- лікар, громадський діяч Іван Вацик,
- актор і режисер українського театру в США Володимир Довганюк,
- польський живописець Ларіша-Пйотр Доманьський,
- самодіяльний композитор Ярослав Злонкевич,
- релігійний та громадський діяч, один з засновників Української Православної Церкви у Канаді Семен Савчук,
- лікар і громадський діяч у Канаді Петро Касіян,
- журналіст, військовий історик, громадський діяч Ігор Крочак.
- Держак Олена Михайлівна — художниця

### Проживали
- поет і літературознавець Олександр Астаф'єв,
- діячка ОУН Мирослава Антонович,
- господарник, Герой соціалістичної праці Адам Щепановський.